# Windsor Park
National Football Stadium at Windsor Park, più familiarmente chiamato Windsor Park, è un impianto sportivo multifunzione britannico che si trova a Belfast, capitale dell'Irlanda del Nord.
L'impianto ospita le gare casalinghe della squadra del Linfield FC e della nazionale; inoltre è la sede della finale della Irish Cup ed ha ospitato diverse edizioni della finale della Irish League Cup.